# Australiens Grand Prix 2010

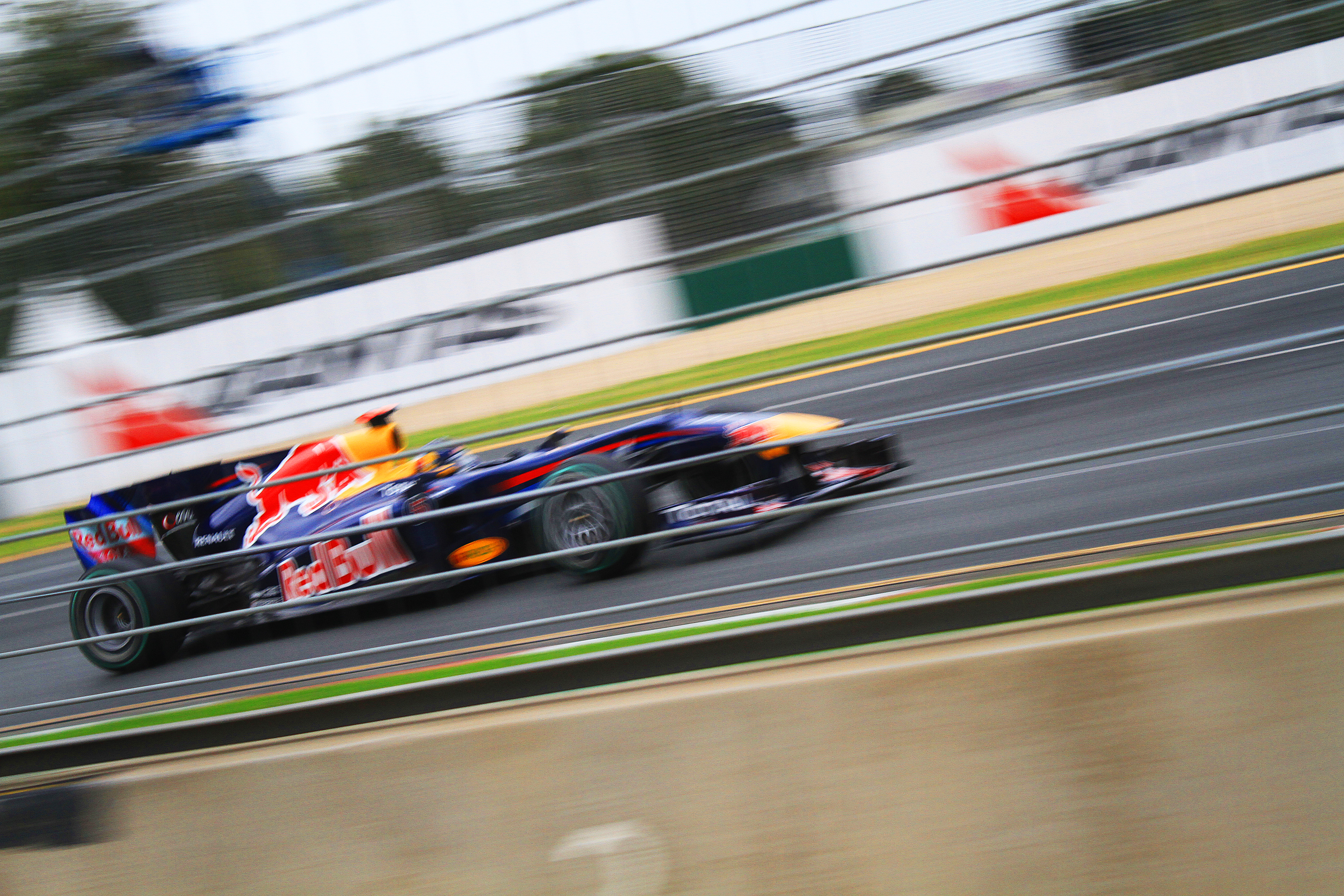
Sebastian Vettel tog hand om pole position.

Australiens Grand Prix 2010, officiellt ”2010 Formula 1 Qantas Australian Grand Prix, var en Formel 1-tävling som hölls den 28 mars 2010 på Albert Park Circuit i Melbourne, Australien. Det var den andra tävlingen av Formel 1-säsongen 2010 och kördes över 58 varv. Vinnare av loppet blev Jenson Button för McLaren, tvåa blev Robert Kubica för Renault och trea blev Felipe Massa för Ferrari

## Kvalet
| KR. | Nr | Förare             | Konstruktör          | Q1       | Q2       | Q3       | Grid |
| --- | -- | ------------------ | -------------------- | -------- | -------- | -------- | ---- |
| 1   | 5  | Sebastian Vettel   | Red Bull-Renault     | 1.24,774 | 1.24,096 | 1.23,919 | 1    |
| 2   | 6  | Mark Webber        | Red Bull-Renault     | 1.25,286 | 1.24,276 | 1.24,035 | 2    |
| 3   | 8  | Fernando Alonso    | Ferrari              | 1.25,082 | 1.24,335 | 1.24,111 | 3    |
| 4   | 1  | Jenson Button      | McLaren-Mercedes     | 1.24,897 | 1.24,531 | 1.24,675 | 4    |
| 5   | 7  | Felipe Massa       | Ferrari              | 1.25,548 | 1.25,010 | 1.24,837 | 5    |
| 6   | 4  | Nico Rosberg       | Mercedes             | 1.24,788 | 1.24,788 | 1.24,884 | 6    |
| 7   | 3  | Michael Schumacher | Mercedes             | 1.25,351 | 1.24,871 | 1.24,927 | 7    |
| 8   | 9  | Rubens Barrichello | Williams-Cosworth    | 1.25,702 | 1.25,085 | 1.25,217 | 8    |
| 9   | 11 | Robert Kubica      | Renault              | 1.25,588 | 1.25,122 | 1.25,372 | 9    |
| 10  | 14 | Adrian Sutil       | Force India-Mercedes | 1.25,504 | 1.25,046 | 1.26,036 | 10   |
| 11  | 2  | Lewis Hamilton     | McLaren-Mercedes     | 1.25,046 | 1.25,184 |          | 11   |
| 12  | 16 | Sébastien Buemi    | Toro Rosso-Ferrari   | 1.26,061 | 1.25,638 |          | 12   |
| 13  | 15 | Vitantonio Liuzzi  | Force India-Mercedes | 1.26,170 | 1.25,743 |          | 13   |
| 14  | 22 | Pedro de la Rosa   | BMW Sauber-Ferrari   | 1.26,089 | 1.25,747 |          | 14   |
| 15  | 10 | Nico Hülkenberg    | Williams-Cosworth    | 1.25,866 | 1.25,748 |          | 15   |
| 16  | 23 | Kamui Kobayashi    | BMW Sauber-Ferrari   | 1.26,251 | 1.25,777 |          | 16   |
| 17  | 17 | Jaime Alguersuari  | Toro Rosso-Ferrari   | 1.26,095 | 1.26,089 |          | 17   |
| 18  | 12 | Vitalij Petrov     | Renault              | 1.26,471 |          |          | 18   |
| 19  | 19 | Heikki Kovalainen  | Lotus-Cosworth       | 1.28,797 |          |          | 19   |
| 20  | 18 | Jarno Trulli       | Lotus-Cosworth       | 1.29,111 |          |          | PL1  |
| 21  | 24 | Timo Glock         | Virgin-Cosworth      | 1.29,592 |          |          | PL2  |
| 22  | 25 | Lucas di Grassi    | Virgin-Cosworth      | 1.30,185 |          |          | PL2  |
| 23  | 21 | Bruno Senna        | HRT-Cosworth         | 1.30,526 |          |          | 21   |
| 24  | 20 | Karun Chandhok     | HRT-Cosworth         | 1.30,613 |          |          | 22   |

| Vidare från första kvalrundan ▬▬ Vidare från andra kvalrundan ▬▬ |

Noteringar:
- ^1  — Jarno Trulli försökte starta loppet från depån efter att hans Lotus fick ett hydraulisk fel, men stallet lyckades inte laga bilen och Trulli startade därför inte.[1]
- ^2  — Virgin Racing blev tvungna att byta bränslepumparna på deras bilar efter kvalet, och tvingades därmed starta med båda bilarna från depån.[2]

## Loppet

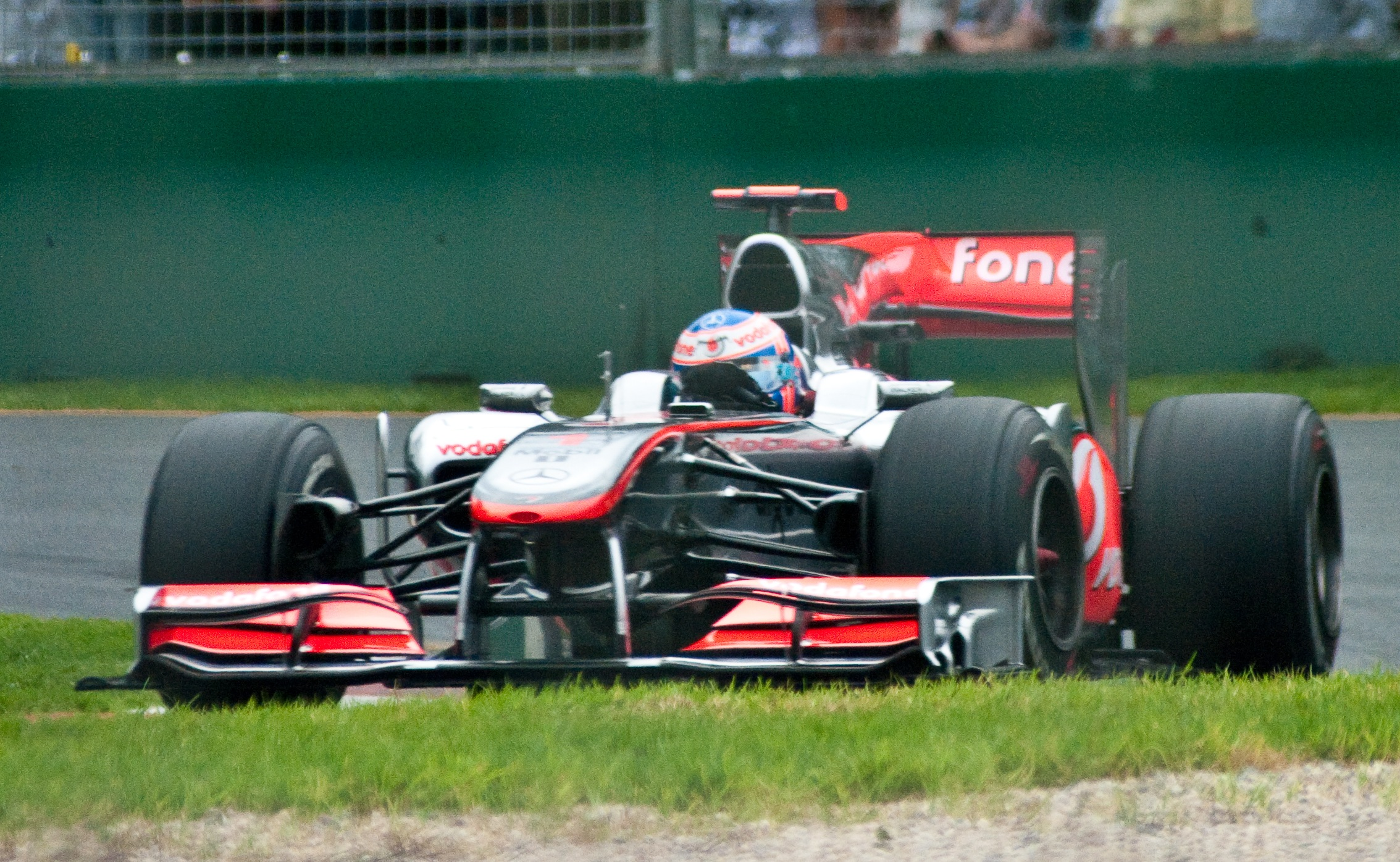
Jenson Button vann loppet.

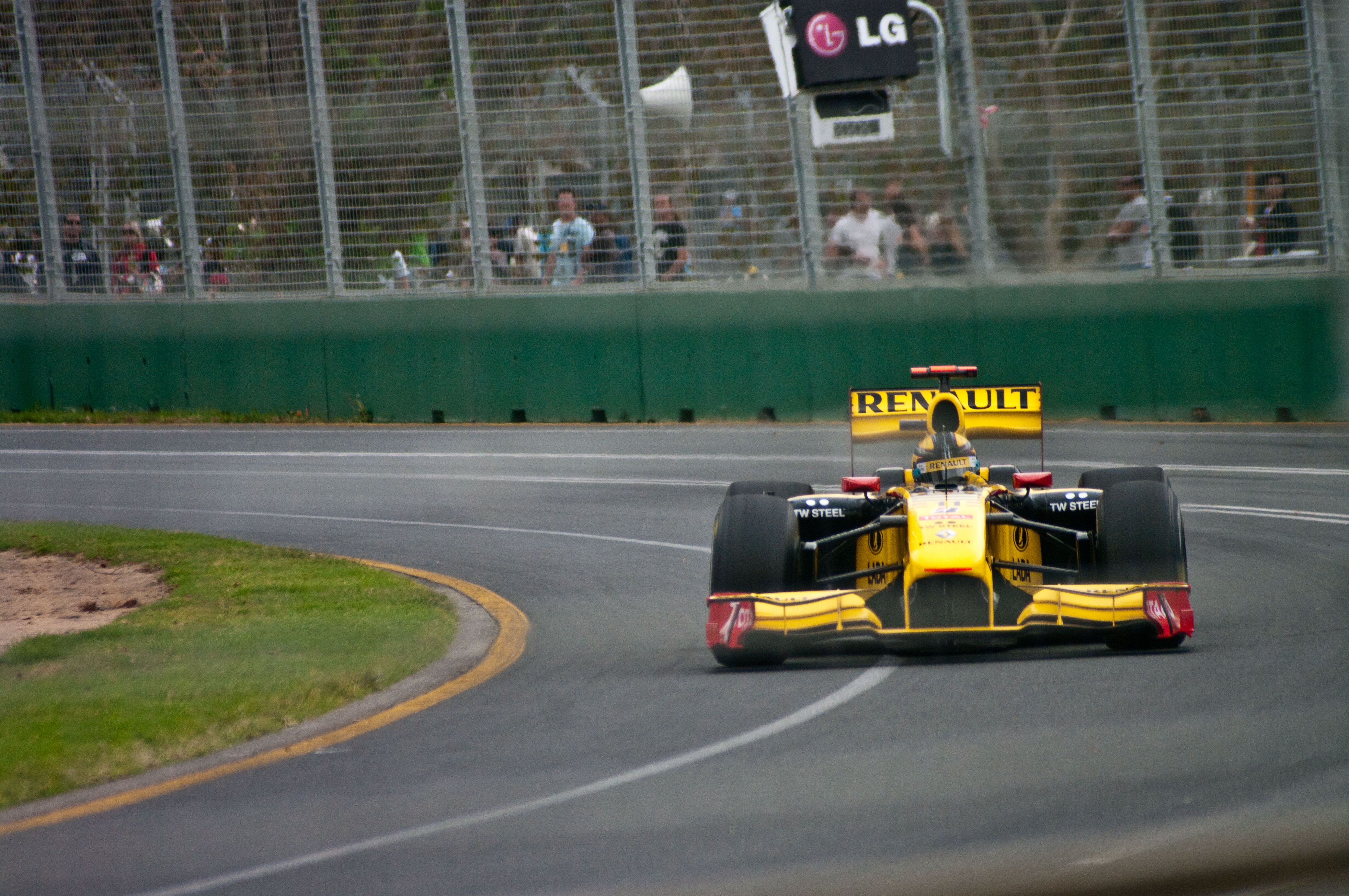
Robert Kubica blev tvåa.

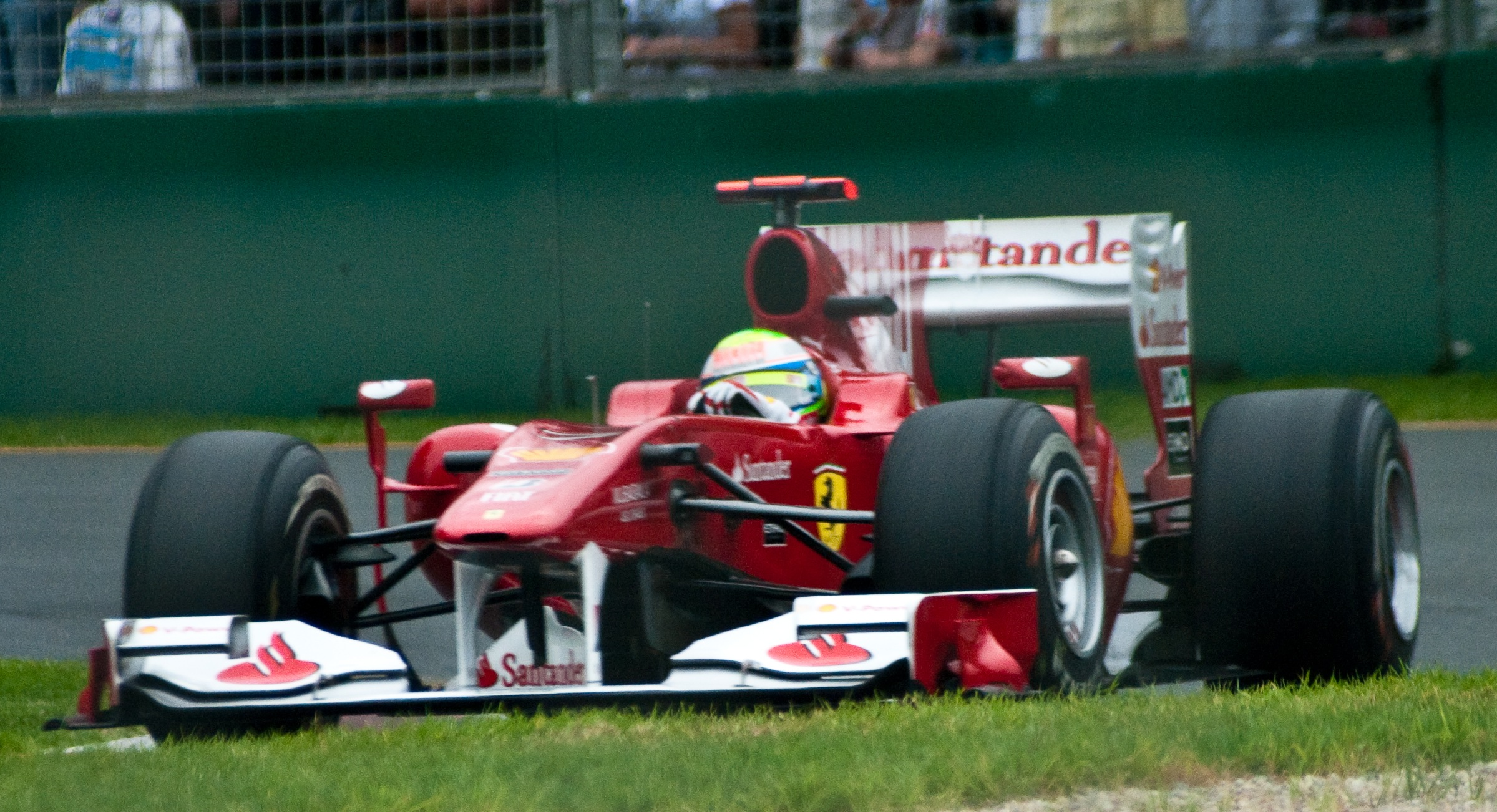
Felipe Massa slutade på tredje plats.

| Pos. | Nr | Förare             | Konstruktör          | Varv | Tid         | Grid | P  |
| ---- | -- | ------------------ | -------------------- | ---- | ----------- | ---- | -- |
| 1    | 1  | Jenson Button      | McLaren-Mercedes     | 58   | 1:33.36,531 | 4    | 25 |
| 2    | 11 | Robert Kubica      | Renault              | 58   | +12,034     | 9    | 18 |
| 3    | 7  | Felipe Massa       | Ferrari              | 58   | +14,488     | 5    | 15 |
| 4    | 8  | Fernando Alonso    | Ferrari              | 58   | +16,304     | 3    | 12 |
| 5    | 4  | Nico Rosberg       | Mercedes             | 58   | +16,683     | 6    | 10 |
| 6    | 2  | Lewis Hamilton     | McLaren-Mercedes     | 58   | +29,989     | 11   | 8  |
| 7    | 15 | Vitantonio Liuzzi  | Force India-Mercedes | 58   | +59,847     | 13   | 6  |
| 8    | 9  | Rubens Barrichello | Williams-Cosworth    | 58   | +1.00,536   | 8    | 4  |
| 9    | 6  | Mark Webber        | Red Bull-Renault     | 58   | +1.07,319   | 2    | 2  |
| 10   | 3  | Michael Schumacher | Mercedes             | 58   | +1.09,391   | 7    | 1  |
| 11   | 17 | Jaime Alguersuari  | Toro Rosso-Ferrari   | 58   | +1.11,301   | 17   |    |
| 12   | 22 | Pedro de la Rosa   | BMW Sauber-Ferrari   | 58   | +1.14,084   | 14   |    |
| 13   | 19 | Heikki Kovalainen  | Lotus-Cosworth       | 56   | +2 varv     | 19   |    |
| 14   | 20 | Karun Chandhok     | HRT-Cosworth         | 53   | +5 varv     | 22   |    |
| Ret  | 24 | Timo Glock         | Virgin-Cosworth      | 41   | Upphägning  | 23   |    |
| Ret  | 25 | Lucas di Grassi    | Virgin-Cosworth      | 26   | Hydraulik   | 24   |    |
| Ret  | 5  | Sebastian Vettel   | Red Bull-Renault     | 25   | Hjul        | 1    |    |
| Ret  | 14 | Adrian Sutil       | Force India-Mercedes | 9    | Motor       | 10   |    |
| Ret  | 12 | Vitaly Petrov      | Renault              | 9    | Körde av    | 18   |    |
| Ret  | 21 | Bruno Senna        | HRT-Cosworth         | 4    | Hydraulik   | 21   |    |
| Ret  | 16 | Sébastien Buemi    | Toro Rosso-Ferrari   | 0    | Kollision   | 12   |    |
| Ret  | 10 | Nico Hülkenberg    | Williams-Cosworth    | 0    | Kollision   | 15   |    |
| Ret  | 23 | Kamui Kobayashi    | BMW Sauber-Ferrari   | 0    | Kollision   | 16   |    |
| DNS  | 18 | Jarno Trulli       | Lotus-Cosworth       | 0    | Hydraulik   | 20   |    |

| Förare och stall som tog poäng ▬▬ |

## Ställning efter loppet
| Pos. | Förare          | Poäng |
| ---- | --------------- | ----- |
| 1    | Fernando Alonso | 37    |
| 2    | Felipe Massa    | 33    |
| 3    | Jenson Button   | 31    |
| 4    | Lewis Hamilton  | 23    |
| 5    | Nico Rosberg    | 20    |

| Pos. | Konstruktör      | Poäng |
| ---- | ---------------- | ----- |
| 1    | Ferrari          | 70    |
| 2    | McLaren-Mercedes | 54    |
| 3    | Mercedes         | 29    |
| 4    | Renault          | 18    |
| 5    | Red Bull-Renault | 18    |

- Notering: Endast de fem bästa placeringarna i vardera mästerskap finns med på listorna.